# DJ Snowman
DJ Snowman (bürgerlich Thomas Baira) ist ein Schweizer Trance-DJ und Musikproduzent.

## Biographie
Seine DJ-Karriere begann er in den späten 1980ern, wo er zunächst House auflegte und später über Progressive und Hard Trance zum Trance gelangte. Als Trance-DJ erlangte er nationale Bekanntheit. Der aus der Region Bern stammende DJ ist daneben auch als Labelinhaber und Produzent tätig. Mit seinen Labels Friendship Records und Sonar veröffentlichte er einige Clubhits.
Auch heute noch gilt er als Experte auf dem Gebiet des Trance und legt als DJ oft mit seinem Freund Mind-X auf Remember-Trance-Partys auf.

## Diskografie

### Alben
- 1999: Skydiver
- 2001: Skydiver (The Second Life)
- 2001: Skydiver – Phase III
- 2003: Hardliner
- 2003: Trance Empire
- 2004: Best Of Remember – Phase 1
- 2004: Best of Remember – Phase 2
- 2004: Gold Edition
- 2005: Supernatural
- 2006: Acoustic Revolution
- 2006: The Best Of Remember Trance Phase.03
- 2007: Dreamscape
- 2010: The Godfathers
- 2011: The Godfathers 2

### Kompilationen
- 1996: Street Parade Mix (mit Mind-X)
- 1997: Friendship (mit Mind-X)
- 1997: Harem Compilation Vol. 1 (mit Mind-X)
- 1998: Trancesetters (mit Mind-X)
- 1998: Live at Energy 98
- 1998: Evolution 7
- 1999: Cubik 99
- 1999: Live at Energy 99
- 2000: Evolution 8
- 2000: Friendship Records 1
- 2000: Goliath vs. Evolution
- 2000: Live at Energy 99 Millennium
- 2001: Evolution 9
- 2001: Evolution 10
- 2001: Friendship Records 2
- 2001: Live at Energy 01
- 2002: Live at Energy 02
- 2002: Evolution 11
- 2002: Twix It’s All In The Mix
- 2004: Goliath Tour 2004 (mit Lady Tom)
- 2005: The Official Starz Compilation (mit DJ Blackmail)
- 2006: Energy 06 (DJ Energy / Mind-X meets Snowman)

### Singles
- 2000: Evolution Theme
- 2001: Skydiver
- 2002: And Then They Start To Dance...
- 2004: The Last
- 2009: Back on Track
- 2011: Falling Lights